# Усадище (Лужский район)
Усадище — деревня в Волошовском сельском поселении Лужского района Ленинградской области.

## История
Деревня Усадище упоминается на карте Санкт-Петербургской губернии Ф. Ф. Шуберта 1834 года.

УСАДИЩЕ — деревня принадлежит штабс-ротмистрше Людмиле Толбухиной, число жителей по ревизии: 11 м. п., 12 ж. п.

действительному статскому советнику Ивану Трофимову, число жителей по ревизии: 14 м. п., 15 ж. п.

юнкеру Петру Мишагину, число жителей по ревизии: 15 м. п., 15 ж. п (1838 год)

Деревня Усадище отмечена на карте профессора С. С. Куторги 1852 года.

УСАДИЩЕ — деревня господ Толбухиной, Трофимовой и Мишагина, по просёлочной дороге, число дворов — 13, число душ — 29 м. п. (1856 год)

Согласно X-ой ревизии 1857 года деревня состояла из трёх частей:

1-я часть: число жителей — 28 м. п., 37 ж. п.
  
2-я часть: число жителей — 11 м. п., 16 ж. п.

3-я часть: число жителей — 22 м. п., 18 ж. п.

УСАДИЩЕ — деревня владельческая при ключе, число дворов — 20, число жителей: 60 м. п., 67 ж. п. (1862 год)

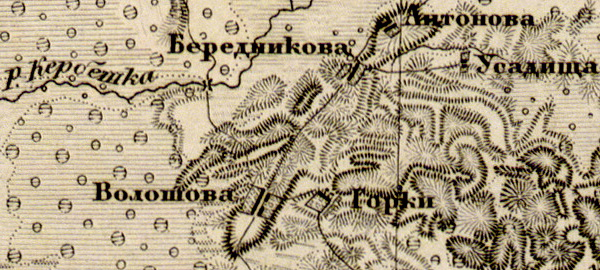
Деревня Усадище на карте 1863 года

Согласно карте из «Исторического атласа Санкт-Петербургской Губернии» 1863 года деревня называлась Усадища.
В 1870—1871 годах временнообязанные крестьяне деревни выкупили свои земельные наделы у А. Н. Цылова, К. Е. фон Дрейер, А. Ф. Скрыдловой и Жилиной и стали собственниками земли.
Согласно подворной описи Бередниковского общества Бельско-Сяберской волости 1882 года, деревня состояла из трёх частей:
 
1) бывшее имение Бартенева, домов — 20, семей — 12, число жителей — 51 м. п., 52 ж. п.; разряд крестьян — собственники.
  
2) бывшее имение Трофимова, домов — 12, семей — 8, число жителей — 13 м. п., 19 ж. п.; разряд крестьян — собственники.
 
3) бывшее имение Жилина, домов — 8, семей — 4, число жителей — 13 м. п., 16 ж. п.; разряд крестьян — собственники.
В XIX — начале XX века деревня административно относилась к Бельско-Сяберской волости 4-го земского участка 2-го стана Лужского уезда Санкт-Петербургской губернии.
По данным «Памятной книжки Санкт-Петербургской губернии» за 1905 год деревня Усадище входила в Бередниковское сельское общество.
С 1917 по 1927 год деревня находилась в составе Бердниковского сельсовета Бельско-Сяберской волости Лужского уезда.
С августа 1927 года, в составе Волошовского сельсовета Лужского района.
По данным 1933 года деревня Усадище входила в состав Волошовского сельсовета Лужского района.
C 1 августа 1941 года по 31 января 1944 года деревня находилась в оккупации.
В 1958 году население деревни составляло 118 человек.
По данным 1966, 1973 и 1990 годов деревня Усадище входила в состав Волошовского сельсовета.
По данным 1997 года в деревне Усадище Волошовской волости проживали 19 человек, в 2002 году — 20 человек (русские — 80 %).
В 2007 году в деревне Усадище Волошовского СП проживали 29 человек.

## География
Деревня расположена в западной части района к северу от автодороги 41К-145 (Ретюнь — Сара-Лог).
Расстояние до административного центра поселения — 2,5 км.
Расстояние до ближайшей железнодорожной станции Серебрянка — 45 км.
К северу от деревни протекает река Керебежка (Загоренка).

## Демография
| 1838 | 1862 | 1958 | 1997 | 2007 | 2010 | 2017 |
| ---- | ---- | ---- | ---- | ---- | ---- | ---- |
| 82   | ↗127 | ↘118 | ↘19  | ↗29  | ↘23  | ↘22  |